# Địa lý Síp
Síp là một hòn đảo nằm ở lưu vực phía Đông của Địa Trung Hải. Đây là hòn đảo lớn thứ ba ở Địa Trung Hải (sau các hòn đảo Siciliia và Sardegna của Ý) và hòn đảo lớn thứ 81 trên thế giới. Nó nằm ở phía nam của Tiểu vùng châu Á, bán đảo Tiểu Á thuộc lục địa Châu Á (hoặc Âu-Á) (một phần của Thổ Nhĩ Kỳ), vì vậy có thể là một phần Tây Á  hoặc Trung Đông: Síp nằm gần Nam Âu, và Bắc Phi, và có thời gian dài chủ yếu chịu ảnh hưởng từ Hy Lạp và liên tục từ Tiểu Á, Levant, Byzantine, Thổ Nhĩ Kỳ, và Tây Âu.
Hòn đảo này bị chi phối bởi hai dãy núi, dãy núi Troodos và dãy núi Kyrenia hoặc Pentadaktylos, và vùng đồng bằng trung tâm, Mesaoria, giữa chúng. Dãy núi Troodos bao phủ hầu hết các phần phía nam và phía tây của hòn đảo và chiếm khoảng một nửa diện tích của hòn đảo. Phạm vi Kyrenia hẹp kéo dài dọc theo bờ biển phía Bắc. Nó không cao bằng dãy núi Troodos, và nó chiếm diện tích ít hơn đáng kể. Hai dãy núi chạy chung song song với dãy núi Taurus trên đất liền Thổ Nhĩ Kỳ, đường viền có thể nhìn thấy từ Bắc Síp. Các vùng đất thấp ven biển, có chiều rộng khác nhau, bao quanh hòn đảo
Về địa lý, hòn đảo được chia thành bốn phân đoạn. Cộng hòa Cyprus, quốc gia duy nhất được công nhận quốc tế, chiếm 60% phía Nam của hòn đảo, và là một quốc gia thành viên của Liên minh châu Âu từ ngày 1 tháng 5 năm 2004. "Cộng hòa Thổ Bắc Síp", chỉ được Thổ Nhĩ Kỳ công nhận ngoại giao, chiếm 1/3 hòn đảo phía Bắc, khoảng 36% lãnh thổ. Tuyến Green Line do Liên Hợp Quốc kiểm soát là một vùng đệm ngăn cách hai phần và khoảng 4% lãnh thổ. Cuối cùng, hai khu vực - Akrotiri và Dhekelia - vẫn thuộc chủ quyền Anh cho các mục đích quân sự, cùng nhau thành lập các Khu vực căn cứ chủ quyền Akrotiri và Dhekelia (SBA). Các SBAs nằm ở bờ biển phía nam của hòn đảo và cùng nhau bao gồm 254 km², hoặc 2,8% của hòn đảo.

## Địa hình

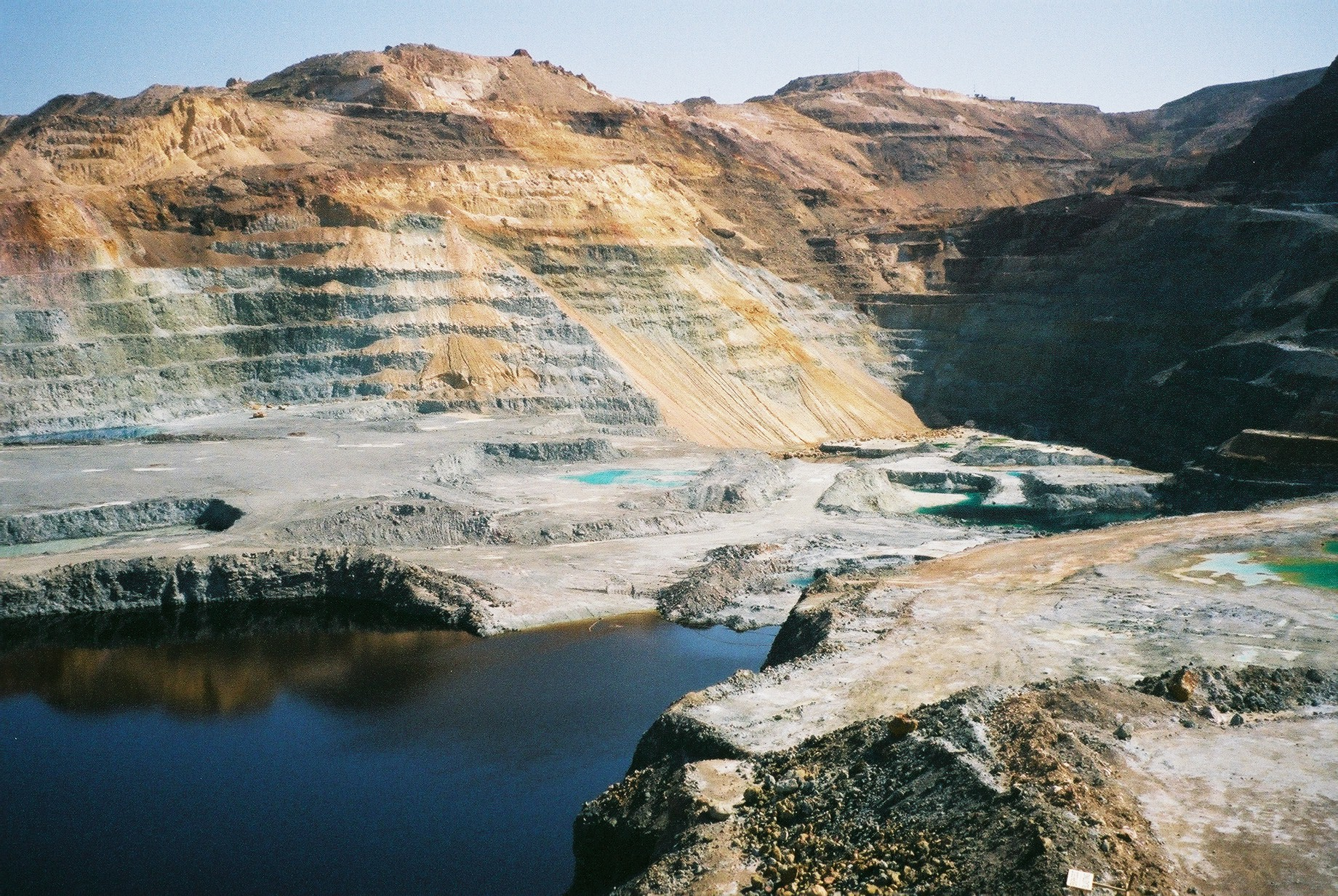
Mỏ Skiriotissa

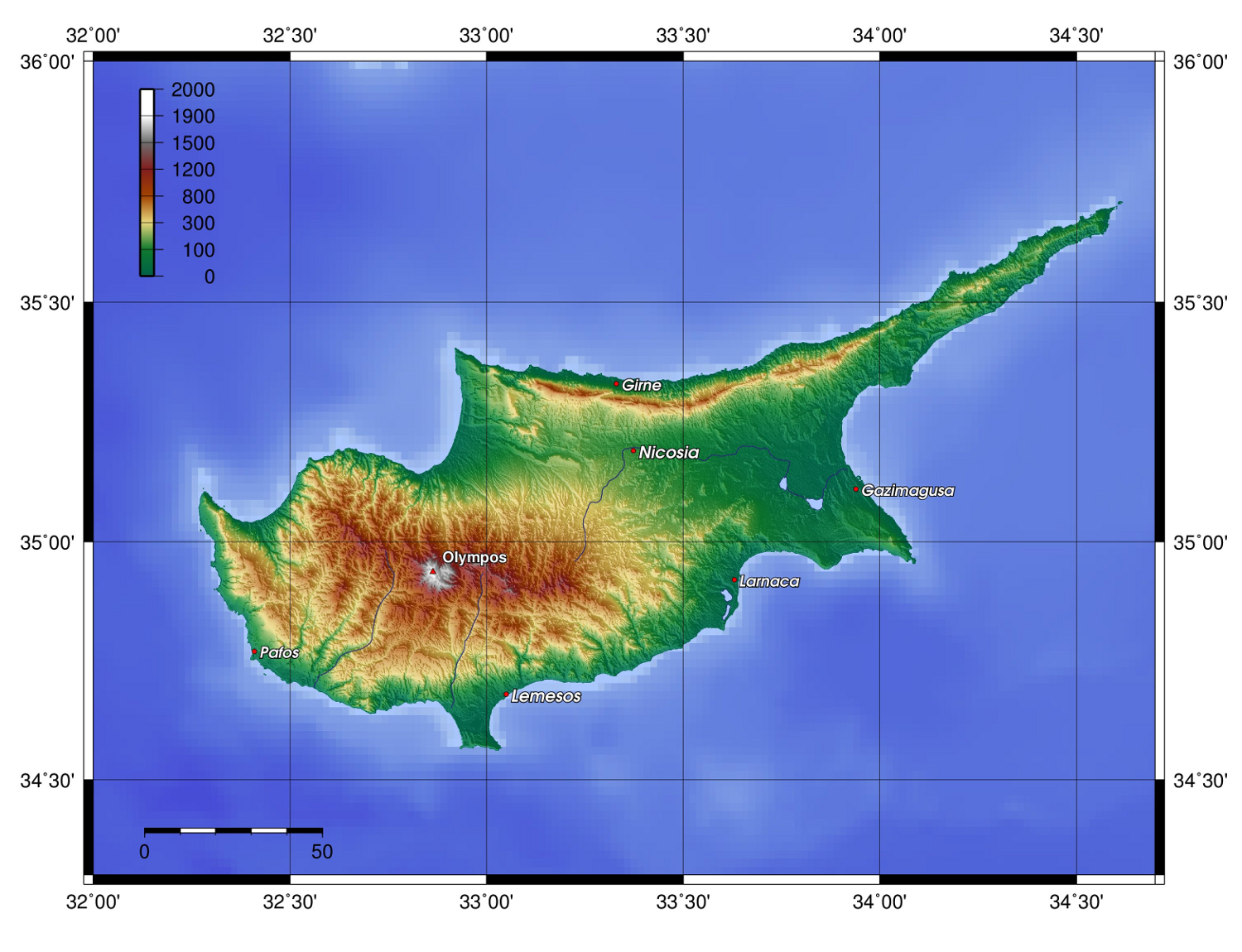
Địa hình

Dãy núi Troodos gồ ghề, có phạm vi chính trải dài từ Pomos Point ở phía tây bắc tới gần Vịnh Larnaca về phía đông, là đặc điểm nổi bật nhất của phong cảnh. Việc nâng cao và gấp lại trong giai đoạn xây dựng đã để lại một khu vực rất phân mảnh, do đó các dãy phụ thuộc và các mũi núi xoay hướng theo nhiều góc độ, và các sườn dốc của chúng khắc bởi những thung lũng dốc đứng. Ở phía tây nam, các dãy núi hạ xuống trong một loạt các chân núi thành bậc đến vùng đồng bằng ven biển.
Mặc dù dãy núi Troodos là một khối núi được hình thành từ đá lửa nóng chảy, dãy Kyrenia là dải đá vôi hẹp tăng lên đột ngột từ vùng đồng bằng. Phần mở rộng phía cực đông của nó trở thành một loạt các chân đồi trên bán đảo Karpass. Bán đảo này hướng tới Tiểu châu Á, mà về địa chất Síp thuộc vào nó.
Ngay cả những đỉnh núi cao nhất của dải Kyrenia không nhiều hơn một nửa chiều cao của vòm lớn của dãy núi Troodos, núi Olympus (1.952 m hay 6.404 ft), nhưng chúng khó tiếp cận do sườn dốc lởm chởm khiến chúng trở nên ngoạn mục hơn. Nhà văn người Anh Lawrence Durrell, ở Bitter Lemons, viết về Troodos là "một mớ lộn xộn các vách đá cheo leo khó thương và những tảng đá nặng ký" và về dãy Kyrenia như thuộc về "thế giới của Gothic châu Âu, những vách đá cao ngất dựng với những lâu đài thập tự chinh".
Những mỏ nhiều đồng được phát hiện trong thời cổ đại trên sườn núi của Troodos. Các trầm tích sulfide khổng lồ tạo thành như một phần của phức hệ ophiolit tại một trung tâm lan rộng dưới biển Địa Trung Hải, được nâng lên về mặt kiến tạo trong suốt thời Pleistocene và được đặt ở vị trí hiện tại của nó.